# Gentiana xanthonannos
Gentiana xanthonannos är en gentianaväxtart som beskrevs av H. Smith. Gentiana xanthonannos ingår i släktet gentianor, och familjen gentianaväxter. Inga underarter finns listade i Catalogue of Life.